# 미국 수정 헌법 제7조
미국 수정 헌법 제7조는 특정한 민사 소송에 관하여 배심 재판을 받을 권리를 보장하고 법원이 배심의 사실확정(finding of fact)을 번복하지 못하도록 규정하는 미국 헌법의 수정안이다.

## 전문
보통법상의 소송에 있어서, 계쟁의 액수가 20달러를 초과하는 경우에는 배심에 의하여 심리를 받을 권리가 보유된다. 배심에 의하여 심리된 사실은 보통법의 규정에 의하는 이외에 합중국의 어느 법원에서도 재심 받지 아니한다.
In Suits at common law, where the value in controversy shall exceed twenty dollars, the right of trial by jury shall be preserved, and no fact tried by a jury, shall be otherwise re-examined in any Court of the United States, than according to the rules of the common law.